# Michał Radoszewski
Michał Radoszewski herbu Oksza (zm. przed 16 marca 1783) – kasztelan brzeziński w 1775 roku, deputat na Trybunał Główny Koronny w latach 1754 i 1766, stolnik gostyniński, starosta szadkowski, duktor powiatu szadkowskiego w 1764 roku.

## Życiorys
W 1764 roku jako duktor powiatu szadkowskiego był elektorem Stanisława Augusta Poniatowskiego z województwa sieradzkiego. Poseł województwa sieradzkiego na sejm koronacyjny 1764 roku. Członek konfederacji 1773 roku. Był posłem szadkowskim na Sejm Rozbiorowy 1773-1775. Członek konfederacji Andrzeja Mokronowskiego w 1776 roku.
Był kawalerem Orderu Świętego Stanisława.